# Суомар
Суомар (д/н — після 364) — король алеманів біля Родау.

## Життєпис
Був одним з королів (вождів) алеманів, що з 350 року рушили на південь до Рейну. Спочатку оселився біля річки, відомої сьогодні як Родау, притоки Майна. У 357 році спільно з очільниками інших алеманських племен Урсіцином, Урієй, Гортаром, Вестральпом здійснив похід на римські провінції, завдавши поразки магістру піхоти Барбаціону біля Аугуста-Рауріки. Того ж року доєднався до короля Хнодомара. Проте алемани зазнали поразки у битві під Аргенторатом від римського цезаря Юліана. Після цього Суомар звернувся до очільника кінноти (magister equitum) Севера щодо надання його племені земель в обмін на службу імперії. Отримав на це згоду, ставши федератом.
У 361 році Юліан, що став імператором, продовжив договір з Суомаром. Але у 364 році новий імператор Валентиніан I відмовився це робити. Подальша доля Суомара невідома.